# Solenopsia
Solenopsia is een geslacht van vliesvleugelige insecten uit de familie Diapriidae.

## Soorten
- S. imitatrix Wasmann, 1899
- S. praecastanea Szabó, 1978